# Premierzy Pakistanu

## Chronologiczna lista premierów Pakistanu
| Osoba                                                   | Osoba   | Osoba                                           | Kadencja             | Kadencja             | Partia polityczna                         |
| #                                                       | Portret | Imię i nazwisko                                 | Od                   | Do                   | Partia polityczna                         |
| ------------------------------------------------------- | ------- | ----------------------------------------------- | -------------------- | -------------------- | ----------------------------------------- |
| 1                                                       |         | Liaquat Ali Khan (1895–1951)                    | 15 sierpnia 1947     | 16 października 1951 | Liga Muzułmańska                          |
| wakat (16 – 17 października 1951)                       |         |                                                 |                      |                      |                                           |
| 2                                                       |         | Khawaja Nazimuddin (1894–1964)                  | 17 października 1951 | 17 kwietnia 1953     | Liga Muzułmańska                          |
| 3                                                       |         | Muhammad Ali Bogra (1909–1963)                  | 17 kwietnia 1953     | 12 sierpnia 1955     | Liga Muzułmańska                          |
| 4                                                       |         | Chaudhry Mohammad Ali (1905–1980)               | 12 sierpnia 1955     | 12 września 1956     | Liga Muzułmańska                          |
| 5                                                       |         | Huseyn Shaheed Suhrawardy (1892–1963)           | 12 września 1956     | 17 października 1957 | Liga Ludowa                               |
| 6                                                       |         | Ibrahim Ismail Chundrigar (1898–1968)           | 17 października 1957 | 16 grudnia 1957      | Liga Muzułmańska                          |
| 7                                                       |         | Feroz Khan Noon (1893–1970)                     | 16 grudnia 1957      | 7 października 1958  | Partia Republikańska                      |
| —                                                       |         | Muhammad Ayub Khan (1907–1974) tymczasowo       | 7 października 1958  | 28 października 1958 | bezpartyjny                               |
| urząd zniesiony (28 października 1958 – 7 grudnia 1971) |         |                                                 |                      |                      |                                           |
| 8                                                       |         | Nurul Amin (1893–1974)                          | 7 grudnia 1971       | 20 grudnia 1971      | Pakistańska Partia Ludowa                 |
| wakat (20 grudnia 1971 – 14 sierpnia 1973)              |         |                                                 |                      |                      |                                           |
| 9                                                       |         | Zulfikar Ali Bhutto (1928–1979)                 | 14 sierpnia 1973     | 5 lipca 1977         | Pakistańska Partia Ludowa                 |
| urząd zniesiony (5 lipca 1977 – 24 marca 1985)          |         |                                                 |                      |                      |                                           |
| 10                                                      |         | Mohammad Khan Junejo (1932–1993)                | 24 marca 1985        | 29 maja 1988         | Pakistańska Liga Muzułmańska              |
| wakat (29 maja – 2 grudnia 1988)                        |         |                                                 |                      |                      |                                           |
| 11                                                      |         | Benazir Bhutto (1953–2007)                      | 2 grudnia 1988       | 6 sierpnia 1990      | Pakistańska Partia Ludowa                 |
| —                                                       |         | Ghulam Mustafa Jatoi (1931–2009) tymczasowo     | 6 sierpnia 1990      | 6 listopada 1990     | Narodowa Partia Ludowa                    |
| 12                                                      |         | Nawaz Sharif (1949–)                            | 6 listopada 1990     | 18 kwietnia 1993     | Pakistańska Liga Muzułmańska (Nawaz)      |
| —                                                       |         | Balakh Sher Mazari (1928–2022) tymczasowo       | 18 kwietnia 1993     | 26 maja 1993         | Pakistańska Partia Ludowa                 |
| (12)                                                    |         | Nawaz Sharif (1949–)                            | 26 maja 1993         | 18 lipca 1993        | Pakistańska Liga Muzułmańska (Nawaz)      |
| —                                                       |         | Moeenuddin Ahmad Qureshi (1930–2016) tymczasowo | 18 lipca 1993        | 19 października 1993 | bezpartyjny                               |
| (11)                                                    |         | Benazir Bhutto (1953–2007)                      | 19 października 1993 | 5 listopada 1996     | Pakistańska Partia Ludowa                 |
| —                                                       |         | Meraj Khalid (1916–2003) tymczasowo             | 5 listopada 1996     | 17 lutego 1997       | bezpartyjny                               |
| (12)                                                    |         | Nawaz Sharif (1949–)                            | 17 lutego 1997       | 12 października 1999 | Pakistańska Liga Muzułmańska (Nawaz)      |
| —                                                       |         | Pervez Musharraf (1943–2023)                    | 12 października 1999 | 21 listopada 2002    | bezpartyjny                               |
| 13                                                      |         | Zafarullah Khan Jamali (1944–2020)              | 21 listopada 2002    | 26 czerwca 2004      | Pakistańska Liga Muzułmańska (Quaid)      |
| wakat (26 – 30 czerwca 2004)                            |         |                                                 |                      |                      |                                           |
| 14                                                      |         | Chaudhry Shujaat Hussain (1946–)                | 30 czerwca 2004      | 26 sierpnia 2004     | Pakistańska Liga Muzułmańska (Quaid)      |
| wakat (26 – 28 sierpnia 2004)                           |         |                                                 |                      |                      |                                           |
| 15                                                      |         | Shaukat Aziz (1949–)                            | 28 sierpnia 2004     | 16 listopada 2007    | Pakistańska Liga Muzułmańska (Quaid)      |
| —                                                       |         | Muhammad Mian Soomro (1950–) tymczasowo         | 16 listopada 2007    | 25 marca 2008        | Pakistańska Liga Muzułmańska (Quaid)      |
| 16                                                      |         | Yousaf Raza Gilani (1952–)                      | 25 marca 2008        | 19 czerwca 2012      | Pakistańska Partia Ludowa                 |
| wakat (19 – 22 czerwca 2012)                            |         |                                                 |                      |                      |                                           |
| 17                                                      |         | Raja Pervez Ashraf (1950–)                      | 22 czerwca 2012      | 24 marca 2013        | Pakistańska Partia Ludowa                 |
| wakat (24 – 25 marca 2013)                              |         |                                                 |                      |                      |                                           |
| —                                                       |         | Mir Hazar Khan Khoso (1929–2021) tymczasowo     | 25 marca 2013        | 4 czerwca 2013       | bezpartyjny                               |
| (12)                                                    |         | Nawaz Sharif (1949–)                            | 4 czerwca 2013       | 28 lipca 2017        | Pakistańska Liga Muzułmańska (Nawaz)      |
| wakat (28 lipca – 1 sierpnia 2017)                      |         |                                                 |                      |                      |                                           |
| 18                                                      |         | Shahid Abbasi (1958–)                           | 1 sierpnia 2017      | 31 maja 2018         | Pakistańska Liga Muzułmańska (Nawaz)      |
| wakat (31 maja – 1 czerwca 2018)                        |         |                                                 |                      |                      |                                           |
| —                                                       |         | Nasirul Mulk (1950–) tymczasowo                 | 1 czerwca 2018       | 18 sierpnia 2018     | bezpartyjny                               |
| 19                                                      |         | Imran Khan (1952–)                              | 18 sierpnia 2018     | 10 kwietnia 2022     | Pakistański Ruch na rzecz Sprawiedliwości |
| wakat (10 – 11 kwietnia 2022)                           |         |                                                 |                      |                      |                                           |
| 20                                                      |         | Shehbaz Sharif (1951–)                          | 11 kwietnia 2022     | 13 sierpnia 2023     | Pakistańska Liga Muzułmańska (Nawaz)      |
| ―                                                       |         | Anwar ul Haq Kakar (1971–)                      | 13 sierpnia 2023     | 4 marca 2024         | bezpartyjny                               |
| (20)                                                    |         | Shehbaz Sharif (1951–)                          | 4 marca 2024         |                      | Pakistańska Liga Muzułmańska (Nawaz)      |